# 桑木厳翼
桑木 厳翼（くわき げんよく、旧字体：桑木 嚴翼󠄂、1874年〈明治7年〉6月25日 - 1946年〈昭和21年〉12月15日）は、日本の哲学者。文学博士。東京帝国大学名誉教授。

## 経歴
出生から修学期
1874年、東京にて、旧加賀藩士・桑木愛信の長男として生まれる。共立学校（開成中学校の前身）、第一高等中学校を経て、1896年7月、帝国大学文科大学哲学科を首席で卒業し、大学院に進学。帝大哲学科では高山樗牛・姉崎正治・建部遯吾・下田次郎ら学友とともに、井上哲次郎・中島力造・元良勇次郎・ケーベルらに学んだ。
哲学者として
1898年3月、東京専門学校講師に就任。以後、第一高等学校教授、東京帝大文科大学講師となり、同助教授に昇格。1902年1月20日、学位論文『哲学概論』により文学博士の学位を授与された。また、同1902年に起こった 哲学館事件では、論争に参加。
1906年、京都帝国大学文科大学教授に就任。1907年から1909年ヨーロッパに留学し、新カント派のツェラーやリールに学ぶ。1914年東京帝国大学教授。この頃から徐々に文化主義を提唱する。1925年、帝国学士院会員に選出された。1935年3月、定年退官し、同年6月、東京帝国大学名誉教授となった。
1939年4月に嶋中雄作らと共に国民学術協会の発起人に名を連ね、1940年2月に設立時の主要役員である理事長となった。1946年7月8日、貴族院勅選議員に任じられ同成会に属したが、在任中に死去した。墓所は文京区真浄寺にある。

## 研究内容・業績
黎明会に参加し、文化主義を唱えた。東京帝国大学哲学科の主要人物であり、京都帝国大学の西田幾多郎、東北帝国大学の高橋里美と並び称された。カントを専門とし、新カント派の輸入に貢献した。『哲学概論』は日本最初の哲学概論とされる。中国論理学研究の開拓者でもある。日本で最初の倫理学研究会「丁酉倫理会」の役員も務めた。
旧蔵書・書簡
- 旧蔵書は東京都立図書館に収蔵されている[12]。また、東北大学図書館に阿部次郎宛ほか書簡が収蔵されている[13]。徳富蘇峰宛の書簡も存在する[14]。

## 栄典
- 1912年（大正元年）12月28日 - 正五位[15]
- 1918年（大正7年）2月12日 - 従四位[16]
- 1924年（大正13年）6月30日 - 勲二等瑞宝章[17]

## 家族・親族
- 妻：桑木誠（安東貞美の娘）[2]
- 長女：小金井素子（1903-1940）- 小金井良精の長男で森鷗外の甥の小金井良一（内科学者、昭和医専教授）と結婚し、歌人として知られた。
- 弟：桑木彧雄（物理学者）- 息子は桑木務（哲学者、中央大学教授）
- 従弟：桑木崇明（陸軍中将）

## 著作
著書
- 『哲学概論』東京専門学校出版部 1900
- 『アリストテレス氏倫理学』育成会 1900
- 『ニーチエ氏倫理説一斑』育成会 1902
- 『時代と哲学』隆文館 1904
- 『デカルト』冨山房 1904
- 『性格と哲学』日高有倫堂 1906
- 『倫理学講義』冨山房 1908
- 『現代思想十講』弘道館 1913
- 『哲学綱要』東亜堂書房 1913
- 『現代の価値』隆文館 1913
- 『五大哲学者』金尾文淵堂 1914
- 『カントと現代の哲学』岩波書店 1917
- 『文化主義と社會問題』至善堂書店 1920
- 『文化と改造』下出書店（新生会叢書）1921
- 『現代の哲学』警醒社書店 1923
- 『哲学大系及其他』新生堂 1924
- 『カント雑考』岩波書店 1924
- 『Seiyoo-Kinsei-Tetugakushi』日本のローマ字社 1925
- 『科学に於ける哲学的方法』岩波書店 1925
- 『現代哲学思潮』改造文庫 1932
- 『西洋哲学史概説』早稲田大学出版部 1935
- 『フィヒテ知識学』岩波書店 1935
- 『哲学及哲学史研究』岩波書店 1936
- 『哲学と文学との間』大日本図書 1936
- 『倫理学の根本問題』理想社 1936
- 『プラトン講話』春秋社 1938
- 『書・人・旅』理想社出版部 1939
- 『西周の百一新論』日本放送出版協会（ラヂオ新書）1940
- 『読書余録』河出書房 1940
- 『哲学の立場』中央公論社 1942
- 『能謡一家言』春秋社松柏館 1942
- 『書物と世間』春秋社松柏館 1943
- 『明治の哲学界』中央公論社 1943
- 『哲学史箚記』小山書店 1943
- 『桑木厳翼選集』潮文閣 1943
- 『自由と文化』日高書房 1946
- 『プラトン六講』日月社 1946
- 『哲学四十年』辰野書店 1947
- 『哲学的教養』正続 春秋社 （春秋選書）1948－49
- 『桑木厳翼著作集』第3巻 春秋社 1949
- 『人と哲学』日本放送出版協会（ラジオ新書）1950

翻訳など
- 『倫理学』ミュイアーヘッド（英語版）著、冨山房 1897
- 『ドロービッシュ（英語版）氏論理学綱要』関山富共著 東京専門学校出版部 1900
- 『哲学史要』ヰンデルバンド著、早稲田大学出版部 1902
- 『哲学序説』イムマヌエル・カント著、天野貞祐共訳 東亜堂 1914 のち岩波文庫「プロレゴーメナ」